# حرکت جهشی چشم

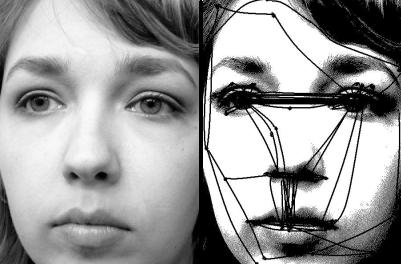
ردی از حرکت‌های ناگهانی چشم بر روی یک چهره. چشم در حال جستجوی نقاط مختلف برای جمع‌آوری اطلاعات است.

یک حرکت جهشی چشم (به انگلیسی: saccade)، به حرکت ناگهانی و همزمان هر دو چشم در یک راستا بین یک یا چند لحظه سکون چشم گفته می‌شود. این حرکت ناگهانی از نظر معنایی در مقابل حرکت دنبال کردن هموار چشم تعریف می‌شود.

## وظیفهٔ حرکت ناگهانی چشم
انسان و بسیاری از جانوران در مواجهه با یک صحنهٔ خاص بینایی صحنه را با چشم ثابت نگاه نمی‌کنند. بلکه چشم بر روی صحنه حرکت‌های ناگهانی را آغاز می‌کند تا تمام قسمت‌های دارای اطلاعات مهم را طی کند. از روی اطلاعات جمع‌آوری‌شده نقشه‌ای سه‌بعدی و ذهنی از صحنهٔ پیش رو ایجاد می‌شود.